# Hapi
Hapi vem do egípcio antigo "Hapy" que significa "Fonte do Nilo", era uma divindade da mitologia egípcia que personificava as águas do rio Nilo durante a inundação anual a que o Antigo Egito estava sujeito entre meados de Julho e Outubro.
Era por vezes representado de forma duplicada no símbolo do sema-taui, onde surge a atar as duas plantas heráldicas do Alto e Baixo Egito, o lótus e o papiro (cyperus papirus).
Apenas o faraó Siptá mencionou o deus Hapi na sua titulatura: o seu nome de Hórus apresenta-o como "amado de Siptá".

## Iconografia
Hapi era representado como um homem com ventre proeminente e com seios, que veste a cinta dos pescadores e barqueiros. Na sua cabeça tinha o lótus e o papiro ou segurava estas plantas nas suas mãos. A sua pele poderia ser pintada de azul ou verde, duas cores associadas entre os antigos Egípcios à fertilidade. Era também representado a derramar água de jarros ou a levar mesas e bandejas com alimentos.
Hapi também era conhecido como "o pai dos deuses".

## Relações com outras divindades
Hapi era associado ao deus Osíris, outra divindade com características relacionadas com a fecundidade. Enquanto que Hapi personificava as águas do Nilo, Osíris era a força fertilizante destas águas. Teria sido também Hapi a alimentar no seu seio Osíris, ajudando desta forma na ressurreição do deus.
A sua esposa era a deusa Necbete. Outros deuses relacionados com Hapi eram Ísis (cujas lágrimas eram vistas como a causa da inundação do Nilo) e Quenúbis (divindade ligada às cataratas do Nilo).